# Kim Cheol-soo
Kim Cheol-soo (김철수?, 金哲洙?; 6 luglio 1952) è un ex calciatore sudcoreano, di ruolo difensore.

## Statistiche

### Cronologia presenze e reti in Nazionale
| Cronologia completa delle presenze e delle reti in nazionale ― Corea del Sud | Cronologia completa delle presenze e delle reti in nazionale ― Corea del Sud | Cronologia completa delle presenze e delle reti in nazionale ― Corea del Sud | Cronologia completa delle presenze e delle reti in nazionale ― Corea del Sud | Cronologia completa delle presenze e delle reti in nazionale ― Corea del Sud | Cronologia completa delle presenze e delle reti in nazionale ― Corea del Sud | Cronologia completa delle presenze e delle reti in nazionale ― Corea del Sud | Cronologia completa delle presenze e delle reti in nazionale ― Corea del Sud |
| Data                                                                         | Città                                                                        | In casa                                                                      | Risultato                                                                    | Ospiti                                                                       | Competizione                                                                 | Reti                                                                         | Note                                                                         |
| ---------------------------------------------------------------------------- | ---------------------------------------------------------------------------- | ---------------------------------------------------------------------------- | ---------------------------------------------------------------------------- | ---------------------------------------------------------------------------- | ---------------------------------------------------------------------------- | ---------------------------------------------------------------------------- | ---------------------------------------------------------------------------- |
| 16-3-1975                                                                    | Bangkok                                                                      | Malaysia                                                                     | 2 – 1                                                                        | Corea del Sud                                                                | Qual. Coppa d'Asia 1976                                                      | -                                                                            |                                                                              |
| 24-3-1975                                                                    | Bangkok                                                                      | Thailandia                                                                   | 1 – 0                                                                        | Corea del Sud                                                                | Qual. Coppa d'Asia 1976                                                      | -                                                                            |                                                                              |
| 16-5-1975                                                                    | Seul                                                                         | Corea del Sud                                                                | 1 – 0                                                                        | Libano                                                                       | 1975 President's Cup                                                         | -                                                                            | 45’                                                                          |
| 7-8-1976                                                                     | Kuala Lumpur                                                                 | Malaysia                                                                     | 2 – 1                                                                        | Corea del Sud                                                                | Pestabola Merdeka 1976                                                       | -                                                                            |                                                                              |
| 10-8-1976                                                                    | Kuala Lumpur                                                                 | Corea del Sud                                                                | 8 – 0                                                                        | India                                                                        | Pestabola Merdeka 1976                                                       | -                                                                            |                                                                              |
| 12-8-1976                                                                    | Kuala Lumpur                                                                 | Corea del Sud                                                                | 2 – 0                                                                        | Indonesia                                                                    | Pestabola Merdeka 1976                                                       | -                                                                            |                                                                              |
| 15-8-1976                                                                    | Kuala Lumpur                                                                 | Corea del Sud                                                                | 2 – 0                                                                        | Birmania                                                                     | Pestabola Merdeka 1976                                                       | -                                                                            |                                                                              |
| 18-8-1976                                                                    | Kuala Lumpur                                                                 | Corea del Sud                                                                | 0 – 0                                                                        | Giappone                                                                     | Pestabola Merdeka 1976                                                       | -                                                                            |                                                                              |
| 20-8-1976                                                                    | Kuala Lumpur                                                                 | Corea del Sud                                                                | 2 – 1                                                                        | Thailandia                                                                   | Pestabola Merdeka 1976                                                       | -                                                                            |                                                                              |
| 11-9-1976                                                                    | Seul                                                                         | Corea del Sud                                                                | 4 – 4                                                                        | Malaysia                                                                     | 1976 President's Cup                                                         | -                                                                            | 36’                                                                          |
| 6-3-1983                                                                     | Tokyo                                                                        | Giappone                                                                     | 1 – 1                                                                        | Corea del Sud                                                                | Korea-Japan Annual Match                                                     | -                                                                            |                                                                              |
| Totale                                                                       |                                                                              | Presenze                                                                     | 11                                                                           |                                                                              | Reti                                                                         | 0                                                                            |                                                                              |